# St. Peter am Poříčí

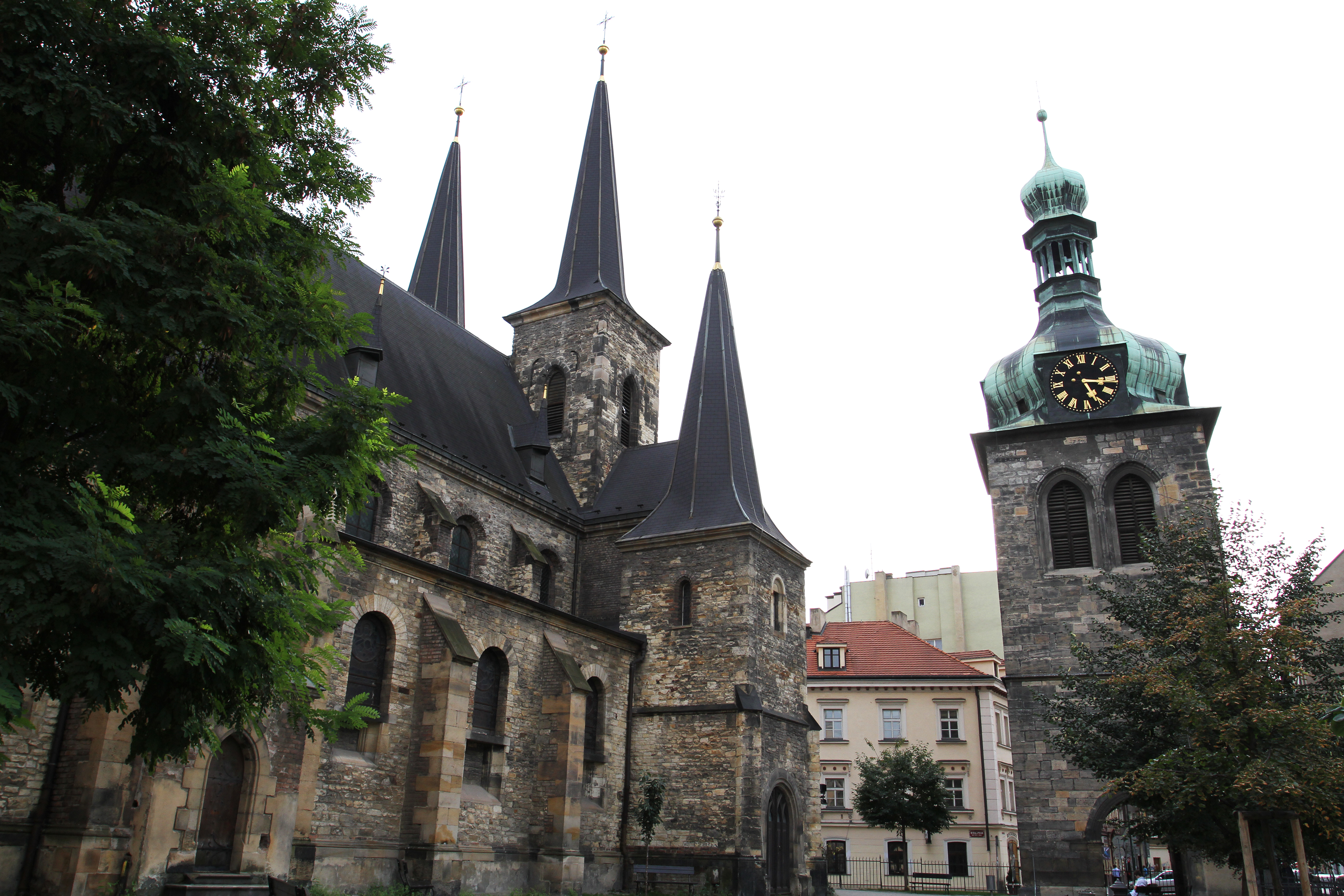
St. Peter am Poříčí mit freistehendem Glockenturm

Die Kirche St. Peter am Poříčí ist eine römisch-katholische Kirche im Prager Stadtviertel Neustadt (Nové Město) in der Biskupská Straße, die dem Apostel Petrus geweiht ist. Sie wurde als romanische Basilika in der zweiten Hälfte des 12. Jahrhunderts als eine Pfarrkirche der untergegangenen Siedlung Poříčí errichtet. Später erfuhr sie einige Umbauten; die heutige Gestaltung ist vorwiegend gotisch.

## Geschichte

### Die romanische Basilika

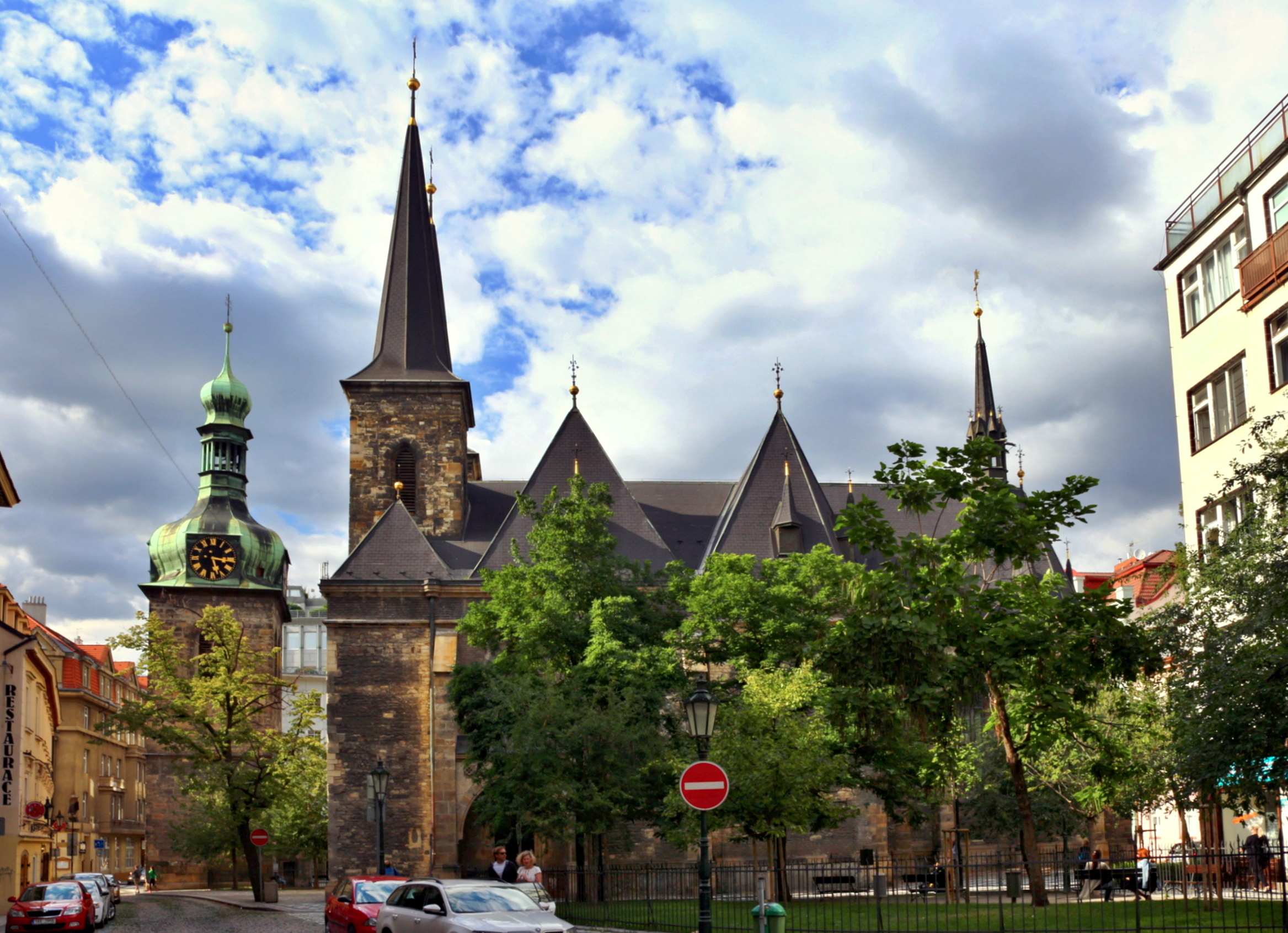
Blick von Süden auf die Kirche

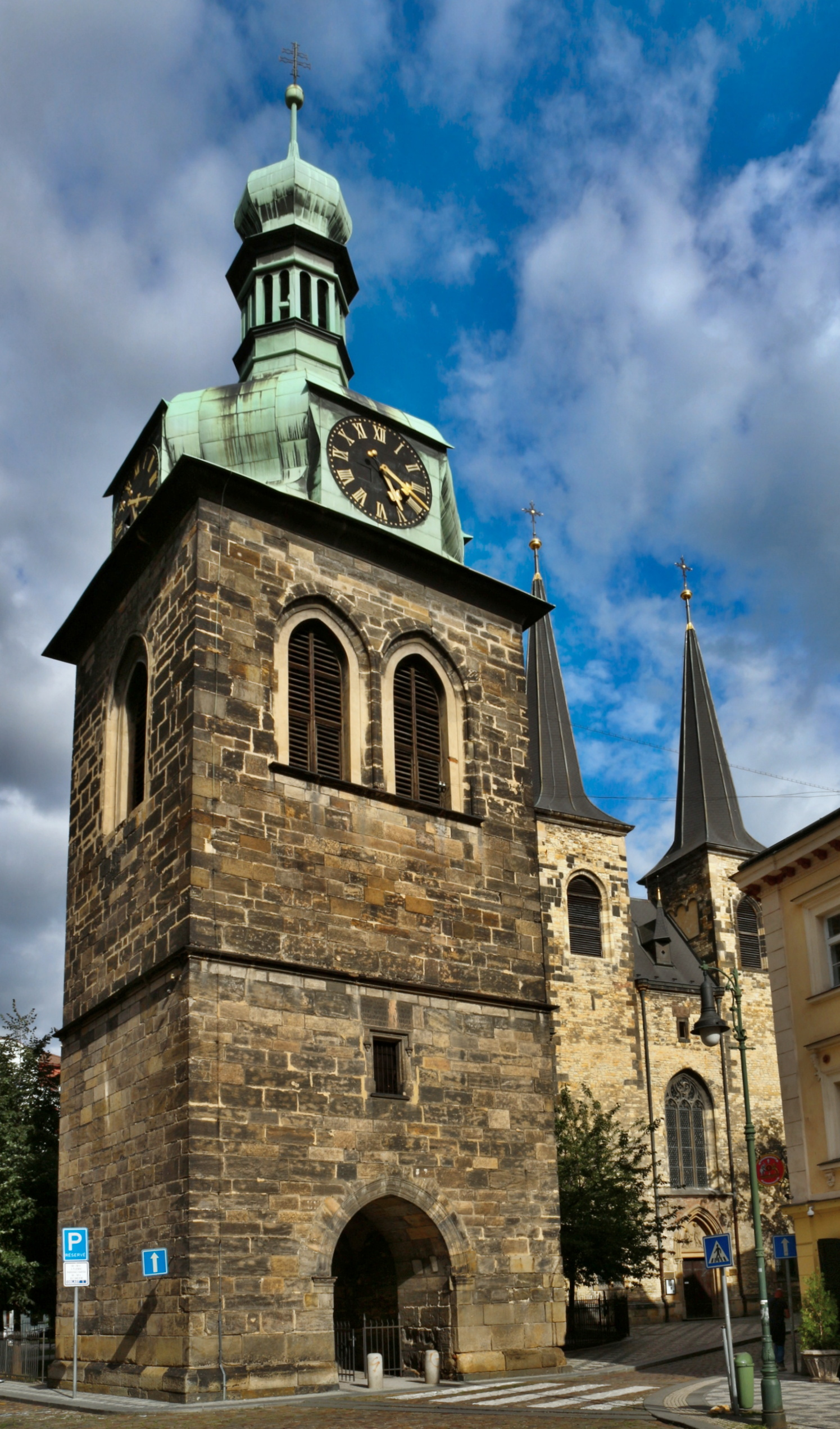
Der gotische Glockenturm

Aus der ursprünglichen romanischen Basilika aus der Zeit nach der Hälfte des 12. Jahrhunderts ist leider nur ein erheblich umgebautes Torso erhalten geblieben – die zweitürige Stirnseite und auch der Kern der Südseite des Hauptschiffes. Der Rest ihres Grundrisses wurde durch die archäologischen Forschungsarbeiten von V. Birnbaum beschrieben.
Die Basilika mit einer einheitlichen Wanddicke von 1 Meter wurde aus Pläner-Quadern gemauert, die sehr sorgfältig auf den Kalkmörtel mit durchgeritzten Fugen gelegt wurden. Ihr Hauptschiff öffnete sich jedes Mal zu den Seitenschiffen durch drei Arkaden, die von drei prismenartigen Pfeilern aus ungebleichten Pläner-Quadern getragen wurden. Die Pfeiler wuchsen dann aus breiteren Sockeln mit einem schiefen Sims und sie fanden ihren Höhepunkt in analogen Simskapitellen. Zwei von den südlichen Arkadenpfeilern blieben bis heutig erhalten. Die Wände des romanischen Hauptschiffes öffneten sich ursprünglich durch drei halbkreisförmig abschließende Fenster, die ebenso an der Südseite erhalten geblieben sind. Wunderschöne Engelsbüsten in Fensteraufschlägen dienen als Beweis dafür, dass bald nach den Abschlussarbeiten die Basilika reichlich mit Malereien ausgeschmückt war. Fragmente der Malereien können wir auf den Aufschlägen von allen drei Fenstern finden. Die Spaletten der Fenster waren mit einem Ornament bedeckt, in Form einer Welle, im mittleren Feld überwiegt jedoch ein Schachbrettmuster. Bruchteile dieser Malereien wurden im Jahr 1928 entdeckt und daraufhin von V. Číla konserviert.
Nach Birnbaum war das Hauptschiff nicht gewölbt, wobei es im Osten in das Presbyterium mündete, das aus einem fast quadratischen Chor und einer halbzylindrigen Apsis zusammengesetzt war. Über die Beleuchtung des Presbyteriums blieb keine Aufzeichnung erhalten.
Die Seitenschiffe waren gewölbt (der Abdruck der Gewölbestirn ist an der südlichen Wand erhalten) und im Osten wurden sie durch eine gerade Wand abgeschlossen. Die Tatsache, dass die Tribüne an der Verschalung des rippenlosen Kreuzgewölbes mit Kanten der Kappen unterwölbt war, die auf scharfen steinigen Kämmen aufgesetzt sind, erlaubt nicht anzunehmen, dass die Kirche vor der Hälfte des 12. Jahrhunderts entstanden ist, im Hinblick auf die Fortschrittlichkeit der Konstruktion des gegebenen Elements.
Der Raum unter der Tribüne, der zum Hauptschiff hin durch eine große halbkreisförmige Arkade geöffnet ist, diente gleichzeitig als ein Durchgang zum westlichen Eingangsportal, das nicht erhalten geblieben ist.
Auf der unteren Seite der Quaderarkade gibt es eine restaurierte gemalte geometrisch-ornamentale romanische Ausschmückung. In beiden anliegenden Untertürmen blieben die ursprünglichen romanischen Kreuzgewölbe erhalten. Die Untertürme öffneten sich halbkreisförmig durch abgeschlossene Arkaden, sowohl zu den anschließenden Seitenschiffen, als auch zu den Zwischentürmen mit einer Tribüne. 
Um das Jahr 1200 brachte der mährische Markgraf Vladislav Heinrich den Orden der deutschen Ritter hierher, der hier seinen Spital und gleichzeitig seinen Sitz gründete. Nach dem Tod seines Ehemannes, Ottokar I. Přemysl, entschied sich hier Konstanze von Ungarn ein Kloster der Zisterzienser zu gründen, weshalb sie die Kirche, das Spital und die umliegenden Ländereien erwarb. Der Orden der deutschen Ritter sollte zu der nahen Kirche des heiligen Benedikts umsiedeln. Am Ende jedoch gründete die Königin ein Kloster der Zisterzienser bei Tišnov. Die Kirche, zusammen mit weiterem von den deutschen Rittern abgekauftem Vermögen, schenkte sie dem Spital des heiligen Franziskus, das im selben Jahr ihre Tochter Agnes gründete. Aus der ursprünglichen Brüderschaft des Spitals wurde allmählich ein neuer böhmischer ritterlicher Kirchenorden der Kreuzherren mit dem Roten Stern, der hier nach wie vor Gottesdienste hält. Nach der Flut im Jahre 1280 entstand an der Kirche ein Massengrab, auf dessen Stelle später ein regulärer Friedhof entstanden ist. Am Anfang des 14. Jahrhunderts wurde an der Kirche eine Pfarrschule gebaut.

### Der gotische Umbau
Im Jahr 1382 wurde der gotische Umbau und eine Erweiterung eingeleitet. Das nördliche romanische Schiff wurde niedergerissen und an seiner Stelle begann der Bau eines gotischen Doppelschiffes, wobei das südliche Schiff dieses Doppelschiffes den Grundriss des ursprünglichen romanischen Nordschiffes kopierte. Der Bau wurde im Jahr 1395 abgeschlossen. Zur neuen Konfiguration der Kirche passte logischerweise jedoch nicht auch das alte romanische Presbyterium, und aus diesem Grund begannen die Bauvorbereitungen einer neuen Kirche. Der Bau wurde im Jahr 1406 abgeschlossen. Das neue romanische Presbyterium war fünfseitig und doppelt so breit wie das ältere romanische, das abgerissen wurde, und es nahm das romanische Hauptschiff und das südliche gotische Seitenschiff ein. Trotzdem sah die Kirche eher untypisch aus, da das neue Presbyterium an das romanische Hauptschiff und auch an das südliche gotische Schiff anknüpfte. Deshalb wurde mit einem weiteren Umbau begonnen, bei dem das romanische Hauptschiff und auch das unlängst gebaute südliche gotische Schiff abgerissen wurden und an ihrer Stelle begann der Bau eines neuen massiven gotischen Schiffes. Das südliche romanische Schiff blieb erhalten. Der Umbau wurde gegen das Jahr 1411 abgeschlossen.

### Das Hussitentum

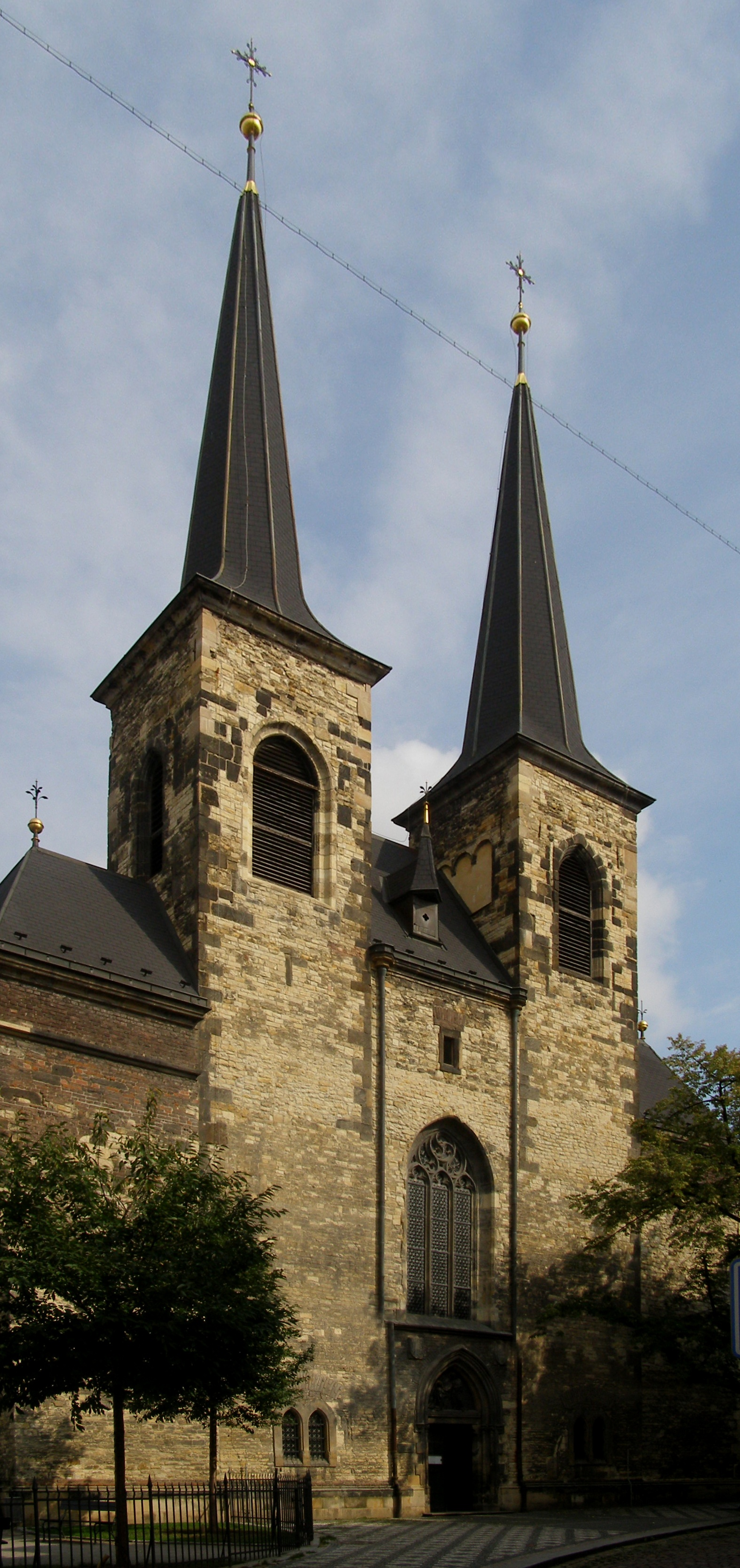
Portal der Kirche

Im Jahr 1414 zur Zeit des Hussitentums führte hier der Pfarrer der Kreuzherren Nikolaus (Mikuláš) eine einzigartige Art der heiligen Kommunion ein, während deren außer der üblichen katholischen Kommunion am Hauptaltar auch eine Kelchkommunion an den Seitenaltären durchgeführt wurde. Im Jahr 1419, nach dem Kampf bei einer Kirmes, verjagten die Hussiten die Kreuzherren aus der Kirche, und der Pfarrer Nikolaus entkam nur knapp einer Steinigung. Die eigentliche Kirche wurde, wahrscheinlich wegen der vorangegangenen Kelchkommunion nicht zerstört. Im Jahr 1436 kehrten die Kreuzherren zurück, der König Georg von Podiebrad setzte dann wieder Priester des Kelchordens ein.
In der zweiten Hälfte des 15. Jahrhunderts verlief ein weiterer Umbau. Es wurde das südliche romanische Schiff abgerissen (zwei Säulen davon blieben bis heute erhalten) und man begann es durch ein neues, doppelt so breites gotisches Schiff zu ersetzen. Gotisiert wurden auch beide Türme – sie wurden erhöht und statt der vorhandenen romanischen kleinen Fenster wurden neue große gotische Fenster durchgebrochen. Manche Änderungen betrafen auch die Eingangsportale – das westliche wurde umgebaut und auch ein neues Portal an der Südseite wurde errichtet. Es entstand ebenfalls eine Kapelle zwischen dem nördlichen romanischen Turm und dem Nordschiff (heute als Beichtraum verwendet). Die Dächer waren mit Schiefer gedeckt. Die Kirche erhielt so eine neue Ausgestaltung, der Umbau endete um das Jahr 1500. Im Jahr 1598 wurde an die Kirche ein gotischer Glockenturm angebaut.

### Der Dreißigjährige Krieg und weitere Katastrophen
Nach der Schlacht am Weißen Berg wurde aus der Kirche der letzte nicht katholische Priester vertrieben, der lutherischen Kirche angehörende Stephan, und der Neustädtische Rat pflegte weiterhin die Kirche.
1628 wurde die Kirche den Kreuzherren zurückgegeben. Im weiteren Verlauf des Dreißigjährigen Krieges, im Jahr 1632, wurde die Stadt Prag kurz von den Sachsen kontrolliert und einstweilig wurde Stephan wieder zum Pfarrer der hiesigen Kirche. Im Jahr 1648 wurde die Kirche bei der Belagerung durch schwedische Truppen teilweise zerstört. Für die tapfere Verteidigung Prags nahm König Ferdinand II. die Kirche den Kreuzherren ab und gab sie dem Neustädtischen Rat.
1653 wurde die Kirche von einem umfassenden Brand heimgesucht. Auf Kosten des Neustädtischen Rates wurde sie rekonstruiert und der Boden neu verlegt. Im Jahr 1666 wurde durch einen Blitzeinschlag und folgenden Brand der Turm beschädigt und im Jahr 1680 gab es einen riesigen Brand in der Kirche und auch der Umgebung. Das Dach des Hauptschiffes und der kleinen Türme, die Friedhofskapelle, das Gebeinhaus, das Pfarrhaus und auch der Glockenturm, in der alle drei Glocken zusammenschmolzen, wurden durch den Brand stark beschädigt oder vernichtet. Die Kirche verfiel nach dem Brand, da der Neustädtische Rat kein Geld für die Rekonstruktion hatte. Deshalb unterzeichnete im Jahr 1686 der Rat einen Vertrag mit den Kreuzherren, durch welchen ihnen die Kirche zurückgegeben wurde. Es begann ihre lange Rekonstruktion, die von den Kreuzherren auch finanziert wurde (beträchtlich trug auch der Prager Erzbischof und Kreuzherr Johann Friedrich Reichsgraf von Waldstein bei). Es wurde ein neues Dach errichtet. Ein kleinerer Brand im Jahr 1689 befiel den Glockenturm. Bei der Rekonstruktion bekam das Dach des Glockenturms seine heutige charakteristische barocke Gestalt.
Im Jahr 1757 wurde die Kirche von den Preußen beschädigt. Gemeinsam mit der Rekonstruktion des beschädigten Teils fand auch eine teilweise Barockisierung des Interieurs statt. Umgebaut wurden auch die Chorempore und der gesamte Raum der Zwischentürme. Die Kirche wurde mit Marmorboden verlegt und die Wände bekamen einen barocken Verputz. Diese Bauarbeiten verliefen zwischen den Jahren 1760 und 1761. Im Jahr 1700 wurden neue Bänke aufgestellt (und sind bis heute erhalten geblieben). Im Jahr 1702 wurde der erneuerte Hauptaltar dem heiligen Petrus geweiht, auf dem später ein Bild von Václav Vavřinec Reiner hinzugefügt wurde. Ein Jahr darauf wurden die gerissenen Gewölbe repariert, die bereits seit dem Brand im Jahr 1680 drohten einzustürzen. Zu dieser Zeit gab es in der Kirche bereits 7 Altäre – neben dem Hauptaltar des heiligen Petrus ein Altar des heiligen Karl Borromäus, des heiligen Johannes von Nepomuk, der heiligen Anna, der heiligen Barbara, der Altar der Christuswunden und der Altar der Allerseelen. Bis zur Hälfte des 18. Jahrhunderts kamen noch weitere Altäre hinzu – der erneuerte Altar der heiligen Maria Magdalena, des heiligen Lazarus, des heiligen Florians und weitere zwei „private“ Altäre. Insgesamt gab es 12 Altäre in der Kirche. Im Jahr 1725 wurde wiederum auch das Hauptaltar des heiligen Petrus mit geschnitzten Engelstatuen aus der Werkstatt von Matthias Bernard Braun erneuert.

### Neogotisierung und Neoromanisierung
In den Jahren 1874–1879 wurde auf Kosten des Neustädtischen Rats die Kirche von dem Architekten Josef Mocker völlig umgebaut und rekonstruiert, der sie puristisch neoromanisierte und regotisierte. Zuerst wurde der Putz aus der Barockzeit abgetragen und die Kirchenwände wurden bis auf die Steine freigemacht. Es gab auch Abrissarbeiten – niedergerissen wurde der barocke Giebel des Hauptschiffes und das gleiche Schicksal erfuhren auch fünf Stützen. Diese wurden wieder gebaut, es kam auch ein neuer Sockel hinzu und ebenso neue pseudogotische Portale an der südlichen, nördlichen und westlichen Seite. Das neue Hauptportal wurde mit einem neugotischen Tympanon mit Christus und dem heiligen Petrus von Ludvík Šimek und auch einem Wappen des Königreichs Böhmen und dem Wappen von der Stadt Prag ausgeschmückt. Die Krone des Mauerwerks des südlichen und nördlichen Schiffes wurde erhöht, ebenso die Sakristei und die nordwestliche Kapelle. Die Kirche bekam auch neue Dächer, auf der Nordseite kam ein Schornstein mit einer neuzeitlichen Statue hinzu. Große Änderungen betrafen auch die Fenster, manche von ihnen wurden zugemauert, andere durchgebrochen und weitere (insbesondere aus der Barockzeit) wurden umgebaut. Im Interieur verschwanden der barocke Verputz und der Putz aus der Zeit der Renaissance, die Fensterfüllungen wurden durch neue Verglasungen von der Firma Neuhauser ersetzt. Es kamen auch neue Bänke hinzu (nicht alle Bänke wurden allerdings gewechselt) und ein Beichtraum. Eine große Änderung betraf die Altäre. Aus den ursprünglichen 12 Altären der Barockzeit verblieben damals nur sechs. Die barocke Balustrade der Chorempore blieb überraschenderweise erhalten, lediglich in ihre Mitte wurde das Wappen der Neustadt von Prag installiert. Die gesamten zeitlich und auch finanziell anspruchsvollen Rekonstruktionen und Umbauarbeiten wurden im Jahre 1885 abgeschlossen.
Bei der Rekonstruktion der Kirche in den Jahren 1913–1914 wurden gründliche archäologische und bauhistorische Forschungsarbeiten aufgenommen. Es wurden hauptsächlich die Grundsteine der romanischen Basilika aufgedeckt und auch weitere romanische und gotische Elemente entdeckt. Nach diesen Forschungsarbeiten erfolgte eine neue Rekonstruktion des Interieurs und Restaurierungsarbeiten der Altarbilder in den Jahren 1929–1936. Dies brachte weitere neogotische und neoromanische Elemente in die Kirche. Diesmal jedoch nur an denjenigen Stellen, wo sie in der Vergangenheit nachweislich waren. Nach dem Jahr 1948 wurde die Kirche den Kreuzherren wieder konfisziert und wurde ihnen erst nach dem Jahr 1989 zurückgegeben. Eine weitere Generalsanierung fand in den Jahren 1989–1991 statt. Nach der Moldauflut im Jahr 2002 brachen in einem Teil der Kirche Bodenfliesen ein.

## Architektur
Das lang gezogene Presbyterium mit drei rechteckigen Kreuzfeldern hat einen dreiseitigen Abschluss, das längliche Schiff besteht aus vier rechteckigen Teilen. Ihre Südwand ist eine Fortsetzung der südlichen Wand des Presbyteriums. Das niedrigere Seitenschiff im Norden hatte ursprünglich ebenso vier Kreuzfelder, das östliche einen quadratischen Grundriss, das zweite und dritte Teil ist leicht länglich. Das Presbyterium verstärken nicht abgestufte, oben mit einem Pult abschließende Stützpfleiler. Die gebrochenen zweiteiligen Fenster haben eine einfach gerinnte Laibung. Die einfachen Kreisungen mit flammenartigen Motiven sind aus dem späten 14. Jahrhundert.
Das nördliche Seitenschiff ist in heutiger Gestaltung ein Ergebnis der Restaurierung von Josef Mocker. Von den ursprünglichen drei Fenstern sind nur die untersten Teile der Laibung geblieben. Im westlichen Teil des Seitenschiffes deckt ein Vorraum das gebrochene, beschädigte Portal, das durch Einschlitzungen, einen Birnbaum, eine Zierrute, die in einer Blume abschließt, profiliert ist. Die Gewölberippen der vier ungleichen Kreuzfelder birnenförmiger Profilierung laufen an beiden Außenmauern aus den zweifach abgestuften pyramidenartigen Konsolen aus. An den Arkaden zum Hauptschiff verlaufen die Rippen direkt aus den schmalen zylinderartigen Säulen des Doppelschiffes, die jedoch durch prismenartige Pfeiler ummauert und größtenteils abgemeißelt wurden. An dem Verbindungsstück sind eine fünfblättrige Rose, eine Schneiderschere auf einem Schild, ein Torso eines Mannes mit einem Schwert in seiner rechten und einem Buch in seiner linken Hand und ein gekreuzter Schlüssel und Schwert abgebildet.
Durch die massiven unprofilierten Arkaden auf prismenförmigen Pfeilern tritt man in den Hauptraum der Kirche ein.
Die birnenförmig profilierten Gewölberippen der länglichen Felder laufen an niedrigen pyramidenartigen Konsolen aus und treffen sich in profilierten Verbindungsstücken zusammen. Die Rippen verlaufen halbkreisförmig, wobei sie im Zwischengewölbe leicht gebogen sind.

## Einrichtung

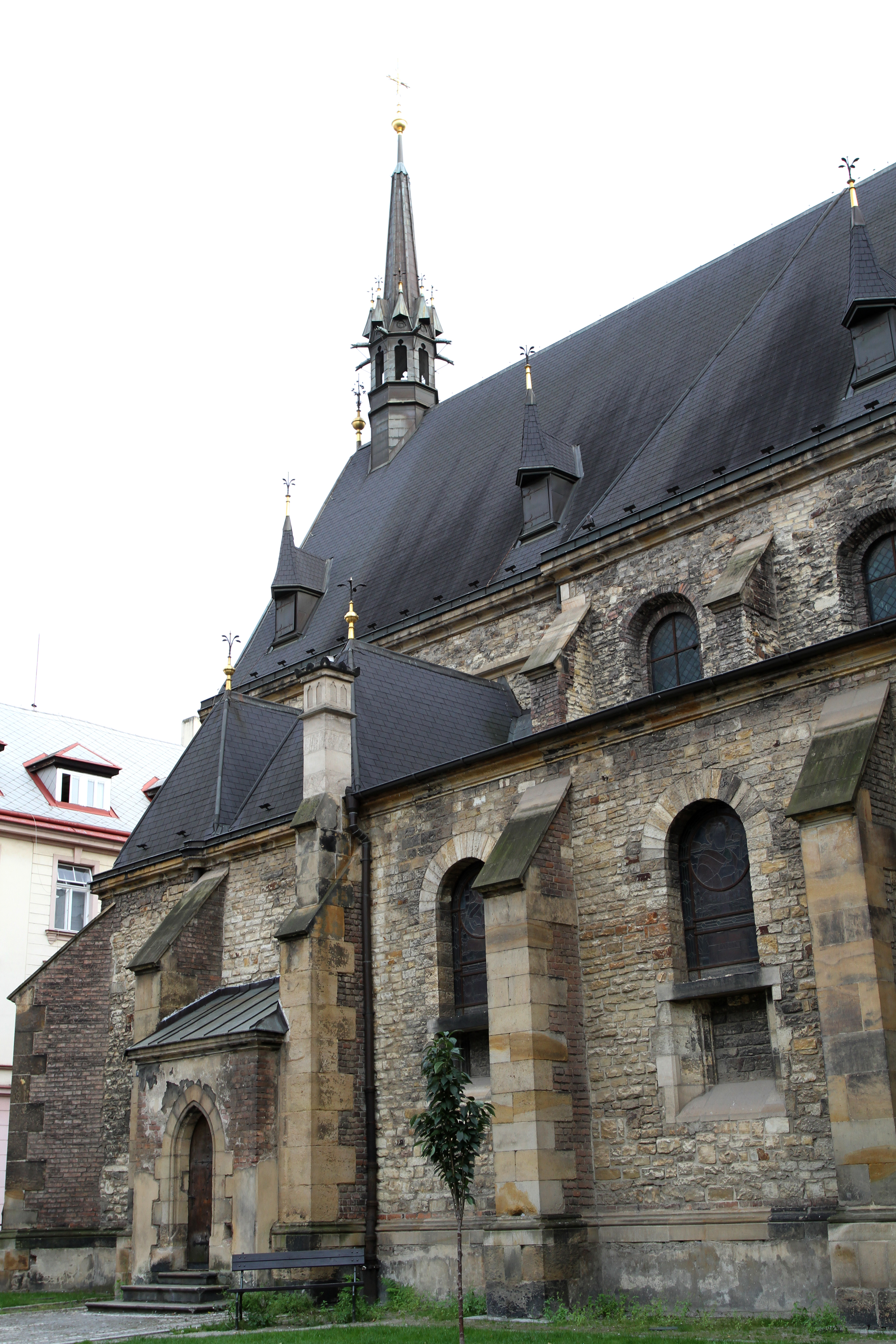
Kirchenschiff

Der Hauptaltar ist aus der Zeit des Barocks und Rokokos, aus Holz, marmoriert und vergoldet. Auf der Mensa befindet sich ein vergoldetes Tabernakel mit einem durch einen Sims abschließenden Aufsatz auf dem eine Statue des Gotteslamms, auf beiden Seiten von zwei Engeln angehimmelt, steht. Über den Seitentörchen, die hinter den Altar führen, befinden sich die Statuen des heiligen Johannes des Täufers und des heiligen Pauls, darunter die Reliefs der Befreiung des heiligen Petrus aus dem Gefängnis und seine Enthauptung. Das Altarbild hängt in einem massiven schwarzen Rahmen an der östlichen Wand des Altarraums und stellt die Übergabe der Schlüssel dem heiligen Petrus dar. Der Altar ist eine hochwertige Arbeit aus der Zeit um das Jahr 1740. Im Abschluss des nördlichen Seitenschiffes ist der Altar der heiligen Maria Magdalena aus der Barockzeit, mit Säulen versehen, aus Holz, lackiert und mit einem Bildnis der heiligen Maria Magdalena, die eine Schatulle mit Schmuck von sich wirft. Der Altar und auch das Gemälde sind durchschnittliche Arbeiten, etwa aus der Zeit um 1730-1740. Am ersten Pfeiler des nördlichen Seitenschiffes befindet sich der Altar der heiligen Barbara, aus der Barockzeit, aus Holz, panelartig und lackiert. An den Seiten sind die Statuen des heiligen Wenzels und des heiligen Georgs aus der frühen Barockzeit, das Titelbild der heiligen Barbara mit Engeln, im Aufsatz das Abbild des Todes der heiligen Barbara. Es handelt sich dabei um eine durchschnittliche Arbeit, die Statuen sind aus der frühen Barockzeit, die Architektur und die Bilder etwa aus der Zeit um 1750-1760. Am zweiten Pfeiler ist ein Altar des heiligen Florians aus der Barockzeit, dem vorherigen ähnlich, mit dem Bildnis von Molitor, Statuen des heiligen Laurentius und der heiligen Agatha. Im Aufsatz befindet sich das Bildnis des heiligen Franziskus von Paula.
Am Ende des südlichen Seitenschiffes steht der Marienaltar, portalartig, mit einer Nischevorgesehen, und durch einen Aufsatz mit einem massiven Sims abgeschlossen. An den Seiten der Nische befinden sich zwei Säulen mit den Voluten-Kapitellen und Engelsköpfchen, am Ende der Nische Muscheln, in der Nische die Statue der Assumpta auf einem Halbmond, vom Heiligenschein umgeben, an den Seiten von zwei Engel flankiert.
Die Assumpta ist aus dem 17. Jahrhundert, der eigentliche Altar aus der 1. Hälfte des 18. Jahrhunderts, die Ergänzungen aus dem 19. Jahrhundert. An der Südwand des südlich gelegenen Schiffes steht ein Altar aus der frühen Barockzeit, panelartig, mit einer Nische, an den Seiten mit Aufhängen und Engelsköpfchen. Über der Nische befindet sich ein dreieckiger Aufsatz, darüber das Symbol der Heiligen Dreifaltigkeit mit Heiligenschein, Putten und Engelsköpfchen. Die Nische und ihre Umrahmung ist aus der frühen Barockzeit um den Jahren 1660–70, der Aufsatz von 1720–30. In der Nische befindet sich eine Statue der Heiligen Maria mit einer aufgesetzten Krone, wahrscheinlich aus dem 19. Jahrhundert.
Die Kanzlei ist aus der Barockzeit, aus Holz, vergoldet und lackiert, etwa aus der Zeit von 1720–30. Den Korpus des Rednerpultes zieren Statuen der vier Kirchenväter und Reliefe:
Eine Schlange in der Wüste, das Auffinden des heiligen Kreuzes und die Erhebung des heiligen Kreuzes. Auf dem kleinen Dach befinden sich Statuetten von fünf Putten mit Symbolen von Christus Wunden, eine Christusfigur und Abbildung des Apostels Thomas.
An der Südwand des Altarraums steht ein Baldachin aus der frühen Barockzeit mit einer Statue des heiligen Johannes von Nepomuk auf einem Sockel aus der 1. Hälfte des 18. Jahrhunderts. Ebenso dort ist ein Kruzifix aus der Barockzeit aufgehängt.
An der Nordwand des südlichen Seitenschiffes, auf einer massiven Volutenkonsole steht eine hochwertige barocke Statue des heiligen Petrus. Im Schiff stehen zwanzig barocke Holzbänke, die seitlich mit einer Profilleiste, und auf der Stirnseite mit einer Akanthusausfüllung verziert sind, etwa aus der Zeit um das Jahr 1700. Unter der Chorempore ist eine Bank aus der Barockzeit, verziert mit einer hochwertigen dekorativen Schnitzarbeit, aus den Jahren 1730–40. Die Balustrade der Chorempore ist mit einer barocken, zweifach konkav-konvex gewölbten Balustrade mit Kegeln versehen, die an der Stirnseite das Wappen der Neustadt von Prag tragen. In der Sakristei sind Kredenzschränke und ein Waschbecken aus der Zeit um 1690–1700.
Die Preziosen (alles im Tresor des Ordens der Kreuzritter):
Ein Kelch mit einer Patene aus vergoldetem Silber; der Kelch steht auf einem lappenartigen Fuß, der mit emaillierten Medaillons in Kartuschen verziert ist: die Umkehrung des heiligen Paulus, die Schlüsselübergabe des heiligen Petrus, die Kreuzigung des heiligen Petrus. Weiterhin Medaillons auf dem Korb: Die Berufung des heiligen Petrus, der heiligen Petrus Christus verleugnend und Petrus durch seinen Schatten heilend. Auf der Patene sind die Initialen IAM eingeritzt, auf dem Kelchfuß gibt es eine Widmung von Johannes Alexander Malc (1684–1748), der ein Mitglied des Ordens der Kreuzritter mit dem roten Stern war, eingraviert, mit einem Chronogramm von 1743. Die ikonographisch einmalige Emailarbeit trägt ein Zeichen des Prager Goldschmieds Jiří Václav Seitz und das Jahr 1743. Die Monstranz ist aus vergoldetem Silber und Messing hergestellt. Der ovale Fuß mit gehämmerten Trauben und Garben in Rocaillekarauschen trägt einen verglasten Behälter und eine strahlenartige Krone mit einem Kranz mit gehämmerten Figuren in den Wolken: Gottvater hält eine Halbkugel aus blauem Glas, an den Seiten schweben zwei Engel ohne Attribute und acht Engel mit Werkzeugen von Christus Folterung. Die standardmäßige, wahrscheinlich böhmische Arbeit trägt keine Kennzeichnung, sie entstand in den Jahren 1760–70. Der Kelch aus vergoldetem Silber mit einem kreisförmigen Fuß, der mit appliziertem Pflanzendekor mit Trauben in Muscheln verziert ist, hat auf dem Korb ein gehämmertes und geschnitztes Dekor aus Ähren, Muscheln und Blättern – ein Tabula Pacis aus vergoldetem Metall. Der ovale Fuß mit gepresstem Bandornament und kegelförmigem Schaft trägt ein von vorne verziertes Kreuz mit emaillierten Emblemen von Christus: ein flammendes Herz, Füße und Hände mit Stigmata, darüber ist eine gehämmerte Krone und eine Tafel mit der Aufschrift INRI angebracht. Auf der Rückseite des Kreuzes sind die Reliquien des hl. Kliments und der Jungfrau Maria in einer unter Glas sich befindenden Kartusche aufbewahrt, das Blech ist durch ein gehämmertes und eingraviertes Bandornament mit Muscheln und Schabracken verziert. Die ikonographisch einmalige böhmische Arbeit ist nicht gekennzeichnet.
Das Taufbecken ist aus Zinn in der Form einer umgedrehten Glocke auf drei Füßen und mit der Aufschrift, die das Entstehungsjahr 1544 trägt. Das stilistisch traditionelle Werk eines Prager Kannenmachers wurde im Jahr 1738 durch einen neuen Deckel ergänzt, nach der Widmung in der Amtszeit des Pfarrers Jan Alexander Malec, des Kircheninspektoren Jan Kozák, des stellvertretenden Oberbürgermeisters Jan Ulbricht und der Beamten Karl Kozák und Jakub Janouš hergestellt wurden.